# بردلی استیو پری
 بردلی استیو پری (انگلیسی: Bradley Steven Perry؛ زادهٔ ۲۳ نوامبر ۱۹۹۸) یک هنرپیشه اهل ایالات متحده آمریکا است.

## زندگی شخصی
بردلی استیو پری به همراه مادر و سه خواهرش در جنوب کالیفرنیا زندگی می‌کند. او در اوقات فراغت بیسبال بازی می‌کند. پری همچنین در امور خیریه مختلف فعالیت می‌کند.

## فیلم‌شناسی
موفق باشی چارلی (۲۰۱۰-۲۰۱۴)
پزشکان قهرمان (۲۰۱۳-۲۰۱۵)
موش‌های آزمایشگاهی: نیروی نخبگان (۲۰۱۶)
فرزندان: دنیای شرور (۲۰۱۶-۲۰۱۷)
هالووین هیوبی (۲۰۲۰)

## جوایز
نامزد جایزه هنرمند جوان بهترین بازیگر مجموعه تلویزیونی برای سریال موفق باشی چارلی (۲۰۱۱)
نامزد جایزه هنرمند جوان بهترین بازیگر مجموعه تلویزیونی برای سریال موفق باشی چارلی (۲۰۱۲)